# Journal of Organic Chemistry
The Journal of Organic Chemistry (skrót oficjalny J. Org. Chem., popularnie używa się także skrótu JOC) – czasopismo naukowe zawierające artykuły na temat badań z chemii organicznej oraz chemii bioorganicznej. Wydawane jest przez American Chemical Society. Impact factor tego czasopisma w 2014 wynosi 4,721.
Journal of Organic Chemistry jest indeksowane przez: CAS, Scopus, EBSCOhost, British Library, PubMed, Ovid, Web of Science, Gale Group, Proquest, CABI oraz SwetsWise.
Redaktorem naczelnym jest C. Dale Poulter.